# Langenaltheim
Langenaltheim é um município da Alemanha, situado no distrito de Weißenburg-Gunzenhausen, no estado da Baviera. Tem 39,05 km² de área, e sua população em 2019 foi estimada em 2.200 habitantes.